# Euglossa macrorhyncha
Euglossa macrorhyncha är en biart som beskrevs av Dressler 1982. Euglossa macrorhyncha ingår i släktet Euglossa, tribus orkidébin, och familjen långtungebin. Inga underarter finns listade.